# Al-Mahdí
Al-Mahdí, vlastním jménem Muhammad Ahmad ibn ’Abdulláh (12. srpna 1844 – 22. června 1885) byl islámský reformátor a vojevůdce, vládnoucí na území dnešního Súdánu.

## Život
Pocházel z rodiny núbijského stavitele říčních lodí, od mládí byl vychováván pro dráhu duchovního a znalce Koránu. V roce 1870 kolem sebe shromáždil skupinu žáků a přesídlil s nimi na ostrov Abba na Bílém Nilu, který se stal základnou jeho náboženské školy. 29. června 1881 se prohlásil za nového islámského proroka, Mahdího, jehož Alláh vyslal na zemi kvůli očistě islámu a porážce nevěřících.
V krátké době se mu podařilo kolem sebe shromáždit tisíce stoupenců a vybudovat vojsko, které v roce 1883 porazilo Egypťany a o necelé dva roky později, v lednu 1885, dobylo Chartúm (tzv. povstání dervišů), bráněný britským generálem Gordonem. Jeho vítězství mu umožnila přetvořit Súdán na teokratický muslimský stát, jehož zákony vycházely z Mahdího výkladu koránu. Mahdí např. odmítal pouť do Mekky a místo ní zařadil mezi pět pilířů islámu povinnost džíhádu, který chápal militantním způsobem, tj. výlučně jako svatou válku.
Reformátor sám odmítal všechny vnější znaky absolutní moci, bez jeho souhlasu však nebylo možné provést žádnou významnější akci v politickém, náboženském ani ekonomickém životě nového státu. Mahdí odešel z Chartúmu, správního centra, a usadil se ve vesnici Omdurmánu, kde již v červnu 1885 pravděpodobně na tyfus zemřel.
Podařilo se mu však položit pevné základy jak teokratického státu, tak reformního (avšak fundamentalistického) islámského proudu. Zatímco mahdistický stát zlikvidovala spojená britská a egyptská vojska pod vedením generála Kitchenera v roce 1898 po bitvě u Omdurmánu, reformní hnutí si v zemi udrželo vliv po další století díky působení Mahdího potomků.
Jejich dnešním představitelem je Mahdího pravnuk Sádik al-Mahdí, který byl v letech 1986–1989 předsedou súdánské vlády.

## Ohlas v umění
- dobrodružný román Pouští a pralesem polského spisovatele Henryka Sienkiewicze o únosu polského chlapce a anglické holčičky mahdisty
- vědeckofantastický román Magnetová hora francouzského spisovatele Andrého Laurieho odehrávající se ve středním Súdánu
- film Chartúm (1966), kde Mahdího hrál Laurence Olivier a Gordona Charlton Heston
- kniha Františka Flose Na modrém Nilu, odehrávající se v Súdánu v době Mahdího povstání
- dobrodružná série knih Karla Maye V zemi Mahdího, odehrávající se tamtéž